# Benedettine celestine
Le benedettine celestine sono religiose di voti solenni.

## Storia
Non risulta che in Pietro da Morrone vi fosse l'intenzione di iniziare un ramo femminile del suo ordine, né che, vivente il fondatore, fossero stati eretti monasteri femminili. In massima parte i monasteri femminili che si legarono alla congregazione dei celestini erano di antica origine e adottarono le costituzioni dei monaci celestini solo in seguito.
La massima fioritura delle celestine si ebbe nei secoli XVI e XVII, quando arrivarono a contare circa 150 monasteri in Italia e Francia. Gli unici monasteri che sopravvissero alla Rivoluzione francese, alle soppressioni napoleoniche e alle leggi eversive sabaude furono quelli di San Basilio all'Aquila e di San Ruggero a Barletta.
Il monastero di San Basilio venne fondato nel 1320 da Francesca di Giovanni di Carnassale: i primi documenti attestanti la sua dipendenza dai celestini dell'abbazia di Collemaggio risalgono al 1497; il monastero di Barletta risale probabilmente al X secolo, venne dedicato a san Ruggero nel 1276, quando vi vennero traslate le reliquie del santo vescovo di Canne, e venne aggregato alla congregazione celestina il 26 marzo 1544.
Il monastero di Castellana venne fondato dalle celestine di San Basilio, che curarono anche la riforma di quello benedettino di Castel Ritaldi, che aderì alla congregazione nel 1967. Le attuali costituzioni, riviste dopo il concilio Vaticano II, vennero fatte predisporre dal vescovo dell'Aquila Luigi Filippi.

## L'organizzazione monastica
Ogni monastero è autonomo: al vertice del governo della casa è la badessa, la direzione è affidata alla priora e l'amministrazione alla celleraria; tre decane costituiscono il consiglio del monastero. I monasteri celestini sono stati riuniti in una federazione all'interno della confederazione benedettina il 15 ottobre 1971: l'organo di governo della federazione è l'assemblea federale, composta dalla presidente, dalle sue due consigliere, dalle superiore dei singoli monasteri e da una delegata per ogni monastero.
Le benedettine celestine pongono grande attenzione alla povertà e allo spirito di penitenza: caratteristica della loro spiritualità è la devozione allo Spirito Santo e a san Giovanni Battista.

## Diffusione
Oltre alle case italiane, sono sorti anche i monasteri di San Pietro a Bimbo (Bangui), in Repubblica Centrafricana, filiale del monastero di San Basilio dell'Aquila, e di San Benedetto e Santa Scolastica a Quezon City, nelle Filippine, dipendente dal monastero di Santa Caterina a Castel Ritaldi.
Alla fine del 2008 i monasteri celestini erano 5 e le monache 28.